# Wingenfelder (Band)
Wingenfelder ist ein deutschsprachiges Pop-Duo. Es besteht seit 2010 aus den Brüdern Kai und Thorsten Wingenfelder.

## Geschichte
Die Brüder Kai und Thorsten Wingenfelder sind beide als Songschreiber, Gitarristen und Sänger der Gruppe aktiv. Diese Funktionen haben die beiden auch bei der 2008 aufgelösten und seit 2017 wieder bestehenden Rockband Fury in the Slaughterhouse. 2011 erschien noch unter dem Namen wingenfelder:Wingenfelder ihr erstes Album Besser zu zweit. Es erreichte Platz 35 der deutschen Albumcharts. 2012 folgte ihr zweites Album Off the Record.
Im November 2012 veröffentlichte die Band das Weihnachtslied Wenn die Zeit kommt. Der Gewinn aus dem Verkauf der Single wurde dem Elternverein der Kinder-Krebs-Station der MHH Hannover e. V. gespendet. Die Single erreichte den 36. Platz der deutschen Charts.
2013 kürzten die Brüder ihren Bandnamen auf Wingenfelder und veröffentlichen mit Selbstauslöser ihr drittes Album. Es platzierte sich auf Rang 23 der deutschen Charts. Zu Beginn des Jahres 2015 folgte ein Live-Album mit dem Namen 22814 (live + akustisch + unperfekt) das im großen Aufnahmeraum vom Studio Nord in Bremen entstand. Im September 2015 folgte dann das vierte Studioalbum Retro und im November 2015 begann die Live-Tour zum neuen Album. 2018 veröffentlichte die Band ihr viertes Studioalbum Sieben Himmel hoch, das Platz 9 der offiziellen deutschen Charts erreichte.
Im Oktober 2024 erschien ihr sechstes und zugleich letztes Album Schlicht und ergreifend. Das Album erreichte # 16 der offiziellen deutschen Albumcharts. Wingenfelder lösten sich mit dem Abschlusskonzert der "Schlicht und ergreifend "- Tournee in Bochum am 12. Januar 2025 auf.

## Diskografie

### Alben
- 2007: Alone (nur Kai Wingenfelder solo)
- 2011: Besser zu zweit
- 2012: Off the Record
- 2013: Selbstauslöser
- 2015: 22814 (live + akustisch + unperfekt)
- 2015: Retro
- 2018: Sieben Himmel Hoch
- 2020: Sendeschlusstestbild
- 2024: Schlicht und ergreifend

### Singles
- 2012: Wenn die Zeit kommt
- 2015: Hey Cowboy
- 2018: verlieb dich nicht in mich
- 2018: Mitten im Leben
- 2020: Aragona